# 庆岭镇 (高县)
庆岭乡，是中华人民共和国四川省宜宾市高县下辖的一个乡镇级行政单位。2019年8月，撤销庆岭乡，设立庆岭镇，以原庆岭乡和原四烈乡下华村、龙塘村、顺利村、中和村以及原大窝镇龙洞村、三块村、太源村、得印村、印田村、川洞村、先娱村、向阳村、天台社区3组所属行政区域为庆岭镇的行政区域。

## 行政区划
庆岭乡下辖以下地区：
同庆社区、莲花村、桥坎村、劳动村、红庙村、凤凰村、文武村、山河村和马桥村、下华村、龙塘村、顺利村、中和村、龙洞村、三块村、太源村、得印村、印田村、川洞村、先娱村、向阳村、天台社区。